# Thomas Scott Baldwin
Pour les articles homonymes, voir Baldwin.
Thomas Scott Baldwin (né le 30 juin 1854 et mort le 17 mai 1923) est un pionnier de l'aérostation et de l'aviation américain. Il construit un dirigeable nommé California Arrow qui devient en 1904 le premier aéronef motorisé à effectuer un vol circulaire aux États-Unis. Il est enterré au cimetière national d'Arlington.